# 田口章子
田口章子（たぐち　あきこ、1957年5月‐　）は、歌舞伎研究者、京都芸術大学教授。

## 人物・来歴
東京都生まれ。1985年学習院大学大学院博士前期課程修了。文学博士（学習院大学）。博士論文の題は「江戸時代の歌舞伎役者」。2001年京都芸術大学（当時の名称は京都造形芸術大学）助教授、04年教授。1999年『江戸時代の歌舞伎役者』で芸術選奨新人賞受賞。歌舞伎の入門書の類を多く執筆している。

## 著書
- 『ミーハー歌舞伎』東京書籍　1996
- 『江戸時代の歌舞伎役者』雄山閣出版　1998　のち中公文庫
- 『おんな忠臣蔵』ちくま新書　1998
- 『東海道四谷怪談』（21世紀によむ日本の古典）ポプラ社　2002
- 『歌舞伎と人形浄瑠璃』吉川弘文館　2004
- 『二代目市川団十郎　役者の氏神』ミネルヴァ書房（ミネルヴァ日本評伝選）2005
- 『歌舞伎から江戸を読み直す　恥と情』吉川弘文館　2011
- 『八代目坂東三津五郎　空前絶後の人』ミネルヴァ書房・日本評伝選　2013
- 『歌舞伎を知れば日本がわかる』新典社　2019

### 編著
- 『歌舞伎ギャラリー50 登場人物&見どころ図解（編著、百鬼丸切り絵）』学習研究社　2008
- 『元禄上方歌舞伎復元―初代坂田藤十郎幻の舞台』勉誠出版　2009
- 『今尾哲也先生と読む『芸十夜』』編　雄山閣　2010
- 『文楽の家』竹本源大夫,鶴澤藤蔵著 編　雄山閣　2011
- 『京都のくるわ―生命を更新する祭りの場』新典社　2012
- 『日本を知る〈芸能史〉上巻・下巻』編著 雄山閣 　2016